# Metron chrysogastra
Metron chrysogastra är en fjärilsart som beskrevs av Butler 1870. Metron chrysogastra ingår i släktet Metron och familjen tjockhuvuden. Inga underarter finns listade i Catalogue of Life.